# Alberich von Cîteaux

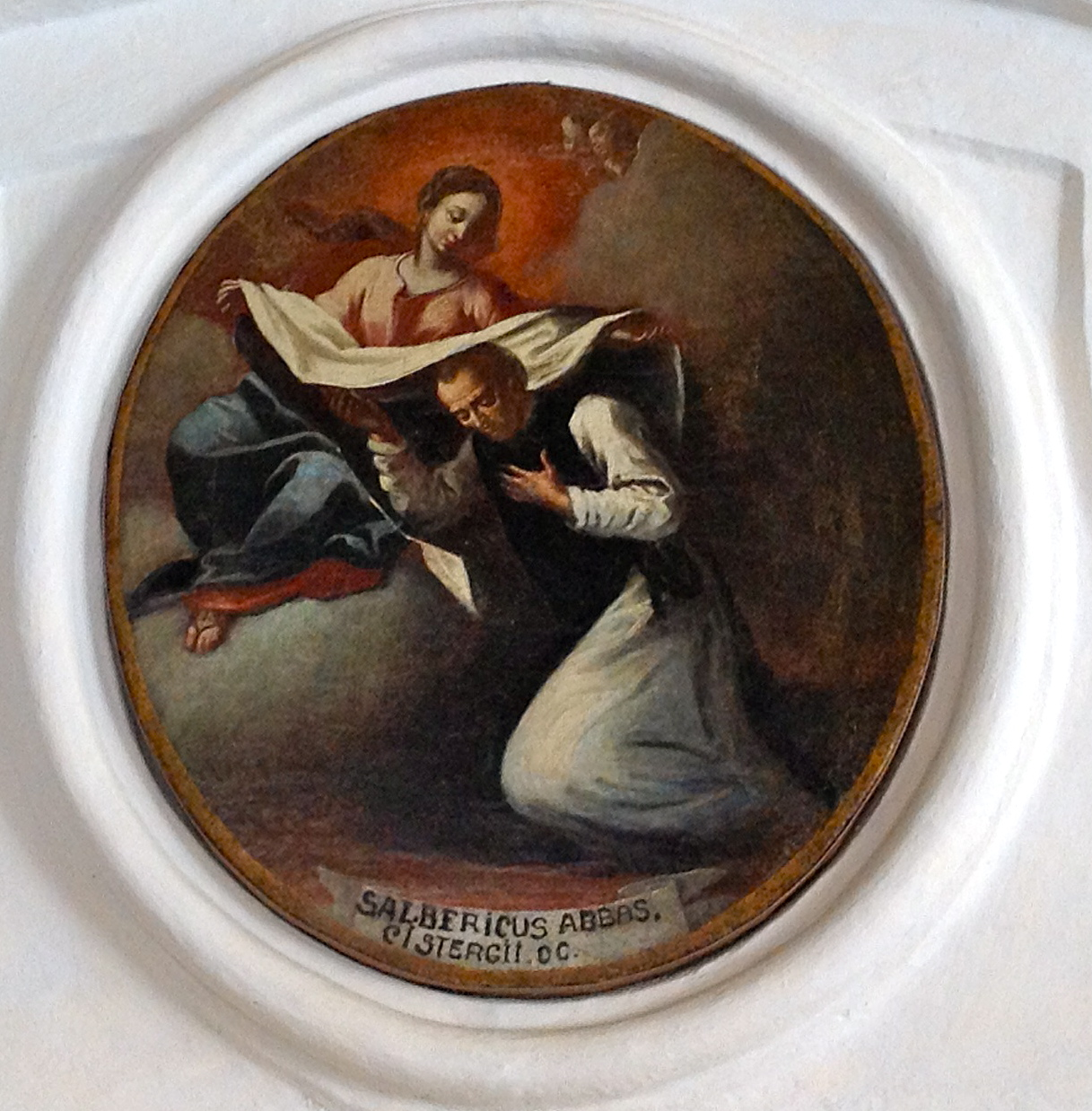
Die Jungfrau Maria reicht Alberich von Cîteaux die Zisterzienserkukulle

Alberich (Aubry) von Cîteaux (* um 1050 in Frankreich; † 26. Januar 1109 in Cîteaux) war Prior im Benediktinerkloster Molesme (Diözese Langres). Zusammen mit Robert von Molesme, Stephan Harding und anderen gründete er am 21. März 1098 das Reformkloster Cîteaux bei Dijon. Als Abt Robert von Molesme 1099 nach Molesme zurückkehrte, wurde Alberich zweiter Abt des Klosters Cîteaux.
Bei Papst Paschalis II. erreichte er die Unabhängigkeit des Reformklosters vom Mutterkloster Molesme. Durch Paschalis’ Bulle Desiderium quod (19. November 1102) – auch einfach das römische Privileg genannt – hat Alberich seine andauernde Lebensleistung vollbracht: Nun steht die noch kleine und schwache Gründung unter päpstlichem Schutz. Der Aufwand dafür war groß: Empfehlungsschreiben mussten von zwei Kardinälen eingeholt werden, damit waren zwei Visitationen verbunden. Zwei Mönche mussten die 1500 km Reise nach Rom machen und dann 200 km weiter nach Troia in Süditalien reisen.
Als zweiter Abt in Cîteaux und Verhandlungspartner hinter Desiderium quod gilt Alberich als einer der drei Begründer des Zisterzienserordens. Er setzte das Reformwerk des hl. Robert von Molesme bezüglich Kleidung, Nahrung, Liturgie und klösterlichem Leben in Cîteaux fort. Er führte das weiße Chorgewand als Ausdruck der Reinheit, Einfachheit und Armut ein. Die Hagiographie überliefert, dass die Jungfrau Maria ihm die weiße Kukulle überreichte; innerhalb des Ordens wurde dieses Ereignis mit dem liturgischen Gedenktag Descensio BMV in Cistercium am 5. August gefeiert. Alberich wird mit dem Chorgewand (manchmal auch in Form eines Skapuliers) zu Füßen Marias kniend, mit dem römischen Privileg oder auch als einer der drei ersten Äbte dargestellt.
In der römisch-katholischen Kirche wird Alberichs Gedenktag seit der Kalenderreform des Zweiten Vatikanums zusammen mit Robert von Molesme und Stephan Harding am 26. Januar gefeiert.